# Tencent Video
Tencent Video (en chino: 腾讯视频; pinyin: Téngxùn Shìpín) es un sitio web de transmisión de video chino propiedad de Tencent. A partir de marzo de 2019, tenía más de 900 millones de usuarios activos móviles mensuales y 89 millones de suscriptores.
En abril de 2011, Tencent Video se lanzó oficialmente con un dominio independiente. Tencent Video admite transmisiones de video bajo demanda y televisión en línea, y proporciona administración de listas, amplificación de volumen de video, ajuste de calidad de color y otros servicios funcionales.
La estrategia de Tencent Video se centra en desarrollar contenido original y apoyar programas originales, drama casero, micro-película y concurso de cortometrajes y plan de apoyo.
En julio de 2017, Tencent Video comienza a presentar contenido de video en el mayor fabricante de televisión de China, TCL.
A partir de octubre de 2017, los ingresos de Tencent Video ascienden a CNY 65.2 mil millones (US $ 9.87 mil millones). En septiembre de 2017, Tencent Video fue una de las ocho aplicaciones chinas en las 30 mejores aplicaciones móviles con mayores ingresos en App Store y Google Play Store. En octubre de 2017, Tencent Video se clasificó entre las 15 mejores aplicaciones con el mayor ingreso mensual consolidado mundial. Tencent Video también ocupó el primer lugar en ingresos de aplicaciones de entretenimiento iOS en China en octubre de 2017.

## Historia
- Junio de 2011, el canal documental Tencent Video fue lanzado oficialmente.[4]
- Agosto 2012, Tencent Video alcanzó 200 millones de transmisiones promedio diarias.
- 17 de abril de 2013, el primer drama británico de Tencent Video "Happy Lovers" fue transmitido de forma independiente en su sitio web.
- El 27 de abril de 2013, Tencent Video llegó a un acuerdo con seis grandes compañías de producción, incluyendo BBC Worldwide, ITV Studios, Fremantle Media, All3Media International y Endemol.
- El 3 de junio de 2013, se lanzó el canal de televisión británico de Tencent Video, que fue la primera plataforma de transmisión de drama británico de China.